# Coccia

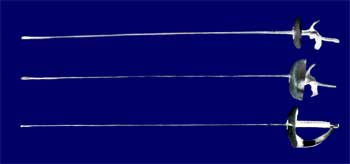
Dall'alto in basso, fioretto, spada e sciabola

La coccia  è la guardia delle tre armi usate nella scherma. La sua forma è a semisfera poco profonda nel fioretto, semisfera nella spada e a guardia intera (che protegge tutta la mano) per la sciabola. È fatta in acciaio o titanio; nel caso di certe spade è in lega di alluminio, il che la rende molto più leggera.
Nel dialetto umbro viene anche associata al vaso o alla fioriera di forma cilindrica.